# Grosses-Roches
Grosses-Roches es un municipio canadiense situado en la provincia de Quebec.

## Superficie
Grosses-Roches tiene una superficie de 63,59 km².

## Demografía
En 2021, tenía 375 habitantes, una densidad poblacional de 5,9 hab./km², y 261 viviendas.